# Per-Arne Arvidsson
Per-Arne Staffan Arvidsson, född 24 september 1950 i Lycksele församling, Västerbottens län, död 28 april 2023 i Östersund, var en svensk läkare och politiker (moderat).
Arvidsson var specialist i internmedicin, bosatt på Frösön och överläkare i Östersund. Han var förbundsordförande för Moderata ungdomsförbundet 1976–1979. Arvidsson blev i EU-valet 1999 invald i Europaparlamentet för Moderaterna, och tillhörde således gruppen för Europeiska folkpartiet (kristdemokrater) och Europademokraterna i parlamentet. Han var bland annat ledamot i utskottet för miljö, folkhälsa och konsumentfrågor och utskottet för utrikesfrågor, mänskliga rättigheter, gemensam säkerhet och försvarspolitik. Arvidsson valde av familjeskäl att inte ställa upp för omval år 2004.
Arvidsson var vid 1998 och 2002 års val till Sveriges riksdag Moderaternas andranamn (efter Ola Sundell) för Jämtlands län. Han var under en period ledamot i Jämtlandsmoderaternas förbundsstyrelse och ledamot i Jämtlands läns landsting.